# Chrysis lermontovi
Chrysis lermontovi (лат.) — один из видов ос-блестянок из подсемейства Chrysidinae.

## Распространение
Армения, Ирак.

## Описание
Длина тела 5,5—6 мм. Брюшко розовое, голова и грудь золотисто-розовые, ноги сине-зелёные.

## Систематика
Chrysis lermontovi относится к подроду Tetrachrysis. Новый вид ос-блестянок был описан спустя четверть века после смерти автора открытия. Это произошло в 1967 году в посмертной статье президента Русского энтомологического общества зоолога Андрея Петровича Семёнова-Тян-Шанского (1866—1942). Редактирование и перевод оригинальной рукописи с латинского языка на русский осуществила научный сотрудник Зоологического института АН СССР доктор биологических наук Мария Николаевна Никольская.